# Енциклопедичен речник на Брокхауз и Ефрон
Енциклопедичният речник на Брокхауз и Ефрон (на руски: Энциклопедический словарь Брокгауза и Ефрона, кратко ЭСБЕ) е една от най-значимите руски общи енциклопедии.
Колекция в два варианта от 86 тома (82 основни и 4 допълнителни) и 43 тома (41 основни и 2 допълнителни) е издадена в Руската империя в периода от 1890 до 1907 година от акционерното издателско дружество Брокхауз – Ефрон, Петербург.
Универсалната руска енциклопедия съдържа 121 240 статии, 7800 илюстрации и 235 карти. Енциклопедията е обществено достояние.

## ((ru))Хронология на изданието
- Т. 1 (1): А – Алтай. – 1890. – 4, 480 с, 10 л. ил., карт.
- Т. 1А (2): Алтай – Арагвай. – 1890. – 2, 481 – 954, II с., 19 л. ил., карт.
- Т. 2 (3): Араго – Аутка. – 1890. – 2, 478, 2 с, 17 л. ил., карт.
- Т. 2А (4): Ауто – Банки. – 1891. – 4, 479 – 946, 2 с, 19 л. ил., карт.
- Т. 3 (5): Банки – Бергер. – 1891. – 2, 480 с, 10 л. ил., карт.
- Т. 3А (6): Бергер – Бисы. – 1891. – 2, 481 – 956 с, 3 л. ил., карт.
- Т. 4 (7): Битбург – Босха. – 1891. – 4, VIII, 472 с, 6 л. ил., карт.
- Т. 4А (8): Бос – Бунчук. – 1891. – 6, VI, 473 – 940 с, 7 л. ил.
- Т. 5 (9): Буны – Вальтер. – 1891. – 4, IV, 468, XII с., 5 л. ил.
- Т. 5А (10): Вальтер – Венути. – 1892. – 4, 469 – 938, 2 с, 8 л. ил.
- Т. 6 (11): Венцано – Винона. – 1892. – 4, II, 488, 2 с, 7 л. ил., карт.
- Т. 6А (12): Винословие – Волан. – 1892. – 6, 489 – 944, 2 с, 15 л. ил., карт.
- Т. 7 (13): Волапюк – Выговские. – 1892. – 4, 480 с, 10 л. ил., карт.
- Т. 7А (14): Выговский – Гальбан. – 1892. – 8, 481 – 952, 4, 4 с, 4 л. ил.
- Т. 8 (15): Гальберг – Германий. – 1892. – 6, 478, 2 с, 10 л. ил.
- Т. 8А (16): Германия – Го. – 1893. – 8, 479 – 958, II, 2 с.10 л. ил., карт.
- Т. 9 (17): Гоа – Гравер. – 1893. – 6, 474 с, 13 л. ил.
- Т. 9А (18): Гравилат – Давенант. – 1893. – 8, 475 – 974, II, 2 с, 17 л. ил., карт.
- Т. 10 (19): Давенпорт – Десмин. – 1893. – 4, 480 с, 2 л. ил.
- Т. 10А (20): Десмургия – Домициан. – 1893. – 481 – 960, II с., 8 л. ил., карт.
- Т. 11 (21): Домиции – Евреинова. – 1893. – 6, 466 с, 9 л. ил., карт.
- Т. 11А (22): Евреиновы – Жилон. – 1894. – 4, 467 – 958, II, 2 с, 11 л. ил., карт.
- Т. 12 (23): Жилы – Земпах. – 1894. – 6, 480 с, 11 л. ил., карт.
- Т. 12А (24): Земпер – Имидокислоты. – 1894. – 8, 481 – 960, II, 2 с, 6 л. ил.
- Т. 13 (25): Имидоэфиры – Историческая школа. – 1894. – 8, 480 с, 7 л. ил., карт.
- Т. 13А (26): Исторические журналы – Калайдович. – 1894. – 8, 481 – 960, II, 2 с, 7 л. ил., карт.
- Т. 14 (27): Калака – Кардам. – 1895. – 4, 480 с, 8 л. ил., карт.
- Т. 14А (28): Карданахи – Керо. – 1895. – 6, 481 – 960, II, II с., 5 л. ил.
- Т. 15 (29): Керосин – Коайе. – 1895. – 6, 478 с, 8 л. ил., карт.
- Т. 15А (30): Коала – Конкордия. – 1895. – 2, II, 2, 479 – 960, II с., 9 л. ил., карт.
- Т. 16 (31): Конкорд – Коялович. – 1895. – 6, 480 с, 11 л. ил., карт.
- Т. 16А (32): Коялович – Кулон. – 1895. – 6, 481 – 960, II, 2 с, 16 л. ил., карт.
- Т. 17 (33): Култагой – Лед. – 1896. – 4, 482 с, 16 л. ил., карт.
- Т. 17А (34): Ледье – Лопарев. – 1896. – 6, 483 – 960, II, 2 с, 15 л. ил., карт.
- Т. 18 (35): Лопари – Малолетние преступники. – 1896. – 4, 480 с, 16 л. ил., карт.
- Т. 18А (36): Малолетство – Мейшагола. – 1896. – 6, 481 – 958, II, 2 с, 7 л. ил.
- Т. 19 (37): Мекенен – Мифу-Баня. – 1896. – 4, 476 с, 12 л. ил., карт.
- Т. 19А (38): Михаила орден – Московский Телеграф. – 1896. – 6, 477 – 960, II, 2 с, 21 л. ил., карт.
- Т. 20 (39): Московский Университет – Наказания исправительные. – 1897. – 6, 480 с, 20 л. ил., карт.
- Т. 20А (40): Наказный атаман – Неясыти. – 1897. – 8, 481 – 960, II, 2 с, 14 л. ил., карт.
- Т. 21 (41): Нибелунги – Нэффцер. – 1897. – 4, 480 с, 17 л. ил., карт.
- Т. 21А (42): Нэшвилль – Опацкий. – 1897. – 8, 481 – 960, II, 2 с, 30 л. ил., карт.
- Т. 22 (43): Опека – Оутсайдер. – 1897. – 4, 480 с, 18 л. ил., карт.
- Т. 22А (44): Оуэн – Патент о поединках. – 1897. – 6, 481 – 960, II с., 27 л. ил., карт.
- Т. 23 (45): Патенты на изобретения – Петропавловский. —1898. – 4, 474 с, 15 л. ил., карт.
- Т. 23А (46): Петропавловский – Поватажное. – 1898. – 4, II, 475 – 958, II, 2 с, 20 л. ил., карт.
- Т. 24 (47): Повелительное наклонение – Полярные координаты. – 1898. – 4, 474 с, 18 л. ил., карт.
- Т. 24А (48): Полярные сияния – Прая. – 1898. – 4, II, 475 – 958, II, 2 с, 11 л. ил., карт., табл.
- Т. 25 (49): Праяга – Просрочка отпуска. – 1898. – 4, 478 с, 10 л. ил., карт.
- Т. 25А (50): Простатит – Работный дом. – 1898. – 4, II, 2, 479 – 958, II, 2 с.
- Т. 26 (51): Рабочая книжка – Резолюция. – 1899. – 6, 480 с, 10 л. ил.
- Т. 26А (52): Резонанс и резонаторы – Роза ди-Тиволи. – 1899. – 4, II, 481 – 960, II, 2 с, 13 л. ил., карт.
- Т. 27 (53): Розавен – Репа. – 1899. – 6, 480 с, 22 л. ил.
- Т. 27А (54): Репина – Рясское и Россия. – 1899. – 4, II, 481 – 532, 1 – 420, IV с. 51 л. ил., карт., табл.
- Т. 28 (55): Россия и С – Саварна. – 1899. – 6, 421 – 874, IV, 2, 1 – 24 с, 16 л. ил., карт., табл.
- Т. 28А (56): Саварни – Сахарон. – 1900. – 4, II, 25 – 496, II с., 15 л. ил., карт.
- Т. 29 (57): Сахар – Семь мудрецов. – 1900. – 8, 468 с, 10 л. ил., карт.
- Т. 29А (58): Семь озер – Симфония.— 1900. – 4, II, 469 – 954, II, 2 с, 16 л. ил., карт.
- Т. 30 (59): Сим – Слюзка.— 1900. – 4, 2, 480 с, 9 л. ил., карт.
- Т. 30А (60): Слюз – София Палеолог.— 1900. – 4, II, 481 – 960, II, 2 с, 22 л. ил., карт., табл.
- Т. 31 (61): София – Статика. – 1900. – 6, 472 с, 11 л. ил., карт.
- Т. 31А (62): Статика – Судоустройство. – 1901. – 4, II, 473 – 954, II, 2 с, 10 л. ил.
- Т. 32 (63): Судоходные сборы – Таицы. – 1901. – 4, 480 с, 14 л. ил., карт.
- Т. 32А (64): Тай – Термиты. – 1901. – 4, II, 481 – 960, II, 2 с, 10 л. ил., карт.
- Т. 33 (65): Термические ощущения – Томбази. – 1901. – 4, 478 с, 25 л. ил., карт.
- Т. 33А (66): Томбигби – Трульский собор. – 1901. – 4, II, 479 – 960, II, 2 с, 5 л. ил., карт.
- Т. 34 (67): Трумп – Углеродистый кальций. – 1901. – 4, 482 с, 5 л. ил., карт.
- Т. 34А (68): Углерод – Усилие. – 1902. – 6, II, IV, 483 – 960, II, 2 с, 16 л. ил.
- Т. 35 (69): Усинский пограничный округ – Фенол. – 1902. – 4, 476 с, 7 л. ил., карт.
- Т. 35А (70): Фенолы – Финляндия. – 1902. – 4, II, 477 – 960, II с., 10 л. ил., карт.
- Т. 36 (71): Финляндия – Франкония. – 1902. – 4, 478 с, 15 л. ил., карт.
- Т. 36А (72): Франконская династия – Хаки. – 1902. – 4, II, 479 – 956, II, 2 с, 12 л. ил., карт.
- Т. 37 (73): Хаким – Ходоров. – 1903. – 6, 478 с, 18 л. ил., карт.
- Т. 37А (74): Ходский – Цензура. – 1903. – 2, II, 479 – 962, II, 2 с, 11 л. ил., карт.
- Т. 38 (75): Цензурный комитет – Человек. – 1903. – 4, 482 с, 9 л. ил.
- Т. 38А (76): Человек – Чугуевский полк. – 1903. – 6, II, 483 – 958, 2, 2 с, 10 л. ил., карт.
- Т. 39 (77): Чугуев – Шен. – 1903. – 6, 480 с, 7 л. ил., карт.
- Т. 39А (78): Шенье – Шуйский монастырь. – 1903. – 4, II, 481 – 960, II с., 6 л. ил.
- Т. 40 (79): Шуйское – Электровозбудимость. – 1904. – 4, 4, 468 с, 9 л. ил.
- Т. 40А (80): Электровозбудительная сила – Эрготин. – 1904. – 4, II, 469 – 954, 2 с, 13 л. ил.
- Т. 41 (81): Эрдан – Яйценошение. – 1904. – 4, 576 с, 7 л. ил., карт.
- Т. 41А (82): Яйцепровод – Ѵ. – 1904. – 6, IV, 577 – 956, 4 с, 6 л. ил., карт., 28 л. портр.

### Допълнителни томове
- Т. 1 (1): Аа – Вяхирь. – 1905. – 4, 478 с, 6 л. ил., карт.
- Т. 1А (2): Гаагская конференция – Кочубей. – 1905. – 4, 481 – 956, II, 2 с.3 л. ил., карт.
- Т. 2 (3): Кошбух – Прусик. – 1906. – 2, 480 с, 8 л. ил., карт.
- Т. 2А (4): Пруссия – Фома. Россия. – 1907. – 2, 481 – 934, XCVIII, 4 с, 19 л. ил., карт.

### Нов енциклопедичен речник
- Т. 1: А – Александр Михайлович. – [1911]. – 9 с, 984 стб., 2 с, 28 л. ил., портр., карт.
- Т. 2: Александр Ягеллон – Антидор. – [1911]. – 9 с, 964 стб., 2 с, 27 ил., портр., карт.
- Т. 3: Антидот – Асканий. – [1911]. – 6 с, 964 стб., 16 л. ил., портр., карт.
- Т. 4: Аскания – Балюз. – [1911]. – 8 с, 952 стб., 2 с, 21 л. ил., портр., карт.
- Т. 5: Балюстрада – Беранже. – [1911]. – 8 с, 960 стб., 2 с, 11 л. ил., портр., карт.
- Т. 6: Берар – Бобровникова. – [1912]. – 8 с, 960 стб., 2 с, 17 ил., портр., карт.
- Т. 7: Бобровников – Брачное право. – [1912]. – 8 с, 976 стб., 2 с, 9 л. ил., портр.
- Т. 8: Брачный наряд – Белорусы. – [1912]. – 8 с, 964 стб., 2 с, 29 л. ил., портр.
- Т. 9: Белорыбица – Вельможа. – [1912]. – 8 с, 960 стб., 16 л. ил.
- Т. 10: Вёльнер – Власть дисциплинарная. – [1912]. – 8 с, 960 стб., 2 с, 26 л. ил., карт.
- Т. 11: Власть карательная – Выгорание всходов растений. – [1913]. – 8 с, 960 стб., 2 с, 30 л. ил., портр., карт.
- Т. 12: Выгорецкая пустынь – Генеральный атторней. – [1913]. – 8 с, 960 стб., 2 с, 23 л. ил., портр.
- Т. 13: Генеральный двор – Головнин. – [1913]. – 8 с, 960 стб., 2 с, 30 л. ил., карт.
- Т. 14: Головнин – Гривица. – [1913]. – 8 с, 940, XXII, XVI стб., 2 с, 39 л. ил., карт., табл.
- Т. 15: Гривна – Десмургия. – [1913]. – 9 с, 960 стб., 2 с, 20 л. ил., портр., карт.
- Т. 16: Десна – Душевнобольные. – [1914]. – 8 с, 960 стб., 2 с, 28 л. ил., портр., карт.
- Т. 17: Душевные болезни – Жуки. – [1914]. – 8 с, 964, XII стб., 2 с, 25 л. ил., карт.
- Т. 18: Жукова – Ивница. – [1914]. – 8 с, 960 стб., 2 с, 28 л. ил., портр., карт.
- Т. 19: Ивовые – Итальянское искусство. – [1914]. – 8 с, 980 стб., VI, 2 с, 27 л. ил., портр., карт.
- Т. 20: Итамарка – Каринский. – [1914]. – 8 с, 960 стб., 2 с, 20 л. ил., портр.
- Т. 21: Каринтин – Кнорринг. – [1914]. – 8 с, 960 стб., 2 с, 18 л. ил., карт.
- Т. 22: Кнорр – Которосль. – [1915]. – 8 с, 960 стб., 2 с, 24 л. ил., портр., карт.
- Т. 23: Котошихин – Ламберт. – [1915]. – 9 с, 960 стб., 2 с, 28 л. ил., портр., карт.
- Т. 24: Ламберт – Лубоеды. – [1915]. – 8 с, 960 стб., 2 с, 26 л. ил., портр.
- Т. 25: Луб – Мах. – [1915]. – 8 с, 960 стб., 2 с, 15 л. ил., карт.
- Т. 26: Мацеевский – Молочная кислота. – [1915]. – 8 с, 960 стб., 2 с, 14 л. ил., портр., карт.
- Т. 27: Молочница – Наручи. – [1916]. – 8 с, 960 стб., 2 с, 18 л. ил., карт.
- Т. 28: Нарушевич – Ньютон. – [1916]. – 8 с, 960 стб., 2 с, 20 л. ил., портр., карт.
- Т. 29: Ньюфаундленд – Отто. – [1916]. – 8 с, 960 стб., 2 с, 15 л. ил., карт.

### Малък енциклопедичен речник

#### 1907 – 1909
1. Малый энциклопедический словарь. Т. 1 Вып. 1: А – Гальванотропизм. – СПб.: Брокгауз-Ефрон, 1907. – 1055 с.
2. Малый энциклопедический словарь. Т. 1 Вып. 2: Гальванохромия – Кивщенко. – СПб.: Брокгауз-Ефрон, 1907. – 1058 – 2079 с.
3. Малый энциклопедический словарь. Т. 2 Вып. 3: Кигн – Початок. – СПб.: Брокгауз-Ефрон, 1909. – 1055 с.
4. Малый энциклопедический словарь. Т. 2 Вып. 4: Почва – Уссоп. – СПб.: Брокгауз-Ефрон, 1909. – 1058 – 2215 с.

## Съвременни преиздания
- Энциклопедический словарь Брокгауз и Ефрон: Биографии: В 12 тт. – М.: „Советская энциклопедия“, „Большая Российская энциклопедия“, 1991 – 1996 (вышло только 6 томов)
- Энциклопедический словарь Брокгауза и Ефрона в 82 тт. и 4 доп. тт. – М.: Терра, 2001 г. – 40 726 стр. Тираж: 5000 экз. Твёрдый переплет. Формат: 84x104/32
- Энциклопедический словарь: В 86 т. – Репр. воспр. изд. „Энциклопедический словарь Ф. А. Брокгауза и И. А. Ефрона“. – СПб.: Фирма „ПОЛРАДИС“, АООТ „Иван Федоров“, 1993 – 1998(?). 26 см ISBN 5-900741-01-X

## Български издания
През 90-те години на 20 век издателство „ЕЛПИС“ има намерението да издаде енциклопедичния речник на български в 86 тома, но това се оказва непосилна задача.